# Juan Carlos Chávez Pérez
Juan Carlos Chávez Pérez (11 dicembre 1972) è un ex calciatore boliviano, di ruolo difensore.

## Caratteristiche tecniche
Il suo ruolo principale era quello di difensore, ma giocò anche come centrocampista.

## Carriera

### Club
Cresciuto nell'Academia Tahuichi, debuttò in massima serie boliviana nel corso della stagione 1990 con la maglia del Blooming. Con la società di Santa Cruz de la Sierra militò per sei stagioni, giocando con continuità da titolare e superando quota 100 partite in prima divisione. Nel campionato 1996 passò all'Oriente Petrolero, chiudendo il torneo al secondo posto. Nel 1997 giocò per il The Strongest, società della capitale boliviana La Paz; tornò a Santa Cruz l'anno seguente, per integrare i ranghi dell'Oriente Petrolero. La sua ultima annata in massima serie fu la 1999, giocata con il Destroyers.

### Nazionale
Nel 1991 venne incluso nella lista per la Copa América. In tale competizione, però, non venne mai schierato. Debuttò in Nazionale maggiore il 20 febbraio 1994, in occasione dell'incontro di Miami con la Colombia. Scese in campo anche il 7 aprile, nella partita amichevole con la Colombia disputata a Villavicencio. Nel 1995 fu impiegato da titolare contro il Paraguay a Cochabamba. Giocò poi un'amichevole non ufficiale con il Venezuela il 3 aprile 1995 a Sucre.

## Palmarès

### Club

#### Competizioni nazionali
- Campionato boliviano: 1

The Strongest: 1993